# Манди, Уильям
Уильям Манди (англ. William Mundy, 14 сентября 1801 — 20 апреля 1877) — член парламента от Дерби, сын Френсиса Манди. Мировой судья, парламентарий и, в 1844 году, шериф графства Дербишир.

## Биография
Уильям Манди был сыном Френсиса Манди, члена парламента от города Дерби. Его сестра, Констанция, была замужем за фотографом Уильямом Генри Фоксом Тальботом.
Его сестра, Лаура, умерла 1 сентября 1842 года. В 1856 г. он был директором Музея и художественной галереи Дерби. Коллекционные собрания музея росли и в 1856 г. было предложил впервые выставить их для горожан, но предложение было отвергнуто.